# Ісаак Комнін (син Іоанна II)
Ісаак Комнін (бл. 1113 — після 1154) — державний діяч Візантійської імперії.

## Життєпис
Походив з династії Комнінів. Третій син імператора Іоанна II та Ірини Арпад (доньки Владислава I, короля Угорщини). Народився близько 1113 року в Константинополі. Виховувався при дворі свого діда імператора Олексія I. Після смерті останнього у 1118 році його батько стає новим імператором.
У 1133—1135 роках брав участь у військових кампаніях проти Румського султанату та держави Данішмендидів. 1137 року був у війську під час походу його батька до Вірменської Кілікії. В цьому походу звитяжив при захопленні фортеці Аназарб.
У 1142 році після смерті брата Олексія отримав дорученням з іншим братом Андроніком супроводжувати тіло померлого. На шляху до столиці імперії помирає також Андронік. Невдовзі після прибуття до Константинополя Ісаак дістав звістку про смерть Іоанна II. В результаті він став фактичним претендентом на трон. Втім, батько заповів владу молодшому синові — Мануїлу, оскільки Ісаак не мав державного хисту, був наділений дратівливим характером.
Достеменно невідомо, чи намагався Ісаак Комнін захопити владу, привернувши на свій бік частину духівництва та знаті. Його також став підтримувати очільник варязьких загонів Іоанн Рожер Далассен. Але новий імператор Мануїл I спрямував до столиці великого доместіка Іоанна Аксуха з наказом арештувати брата Ісаака та стрийка Ісаака Комніна, який вже розпочав дії із захоплення імператорського трону. Їх обох було відправлено до монастиря Пантократора.
Невдовзі після прибуття до Константинополя Мануїла I та його офіційної коронації Ісаак здобув волю. Надалі зберігав вірність імператорові. У 1145 і 1146 роках брав участь у військових походах проти Румського султанату. Тоді ж отримав титул себастократора. Під час походу в Мегаболі (Віфінія) посварився зі стриєчним братом Андроніком, якого мало не зарубав.
Остання згадка про Ісаака Комніна припадає на 1154 рік, коли він був одним з тих, хто зустрічав посольство Фрідриха I, імператора Священної Римської імперії. Подальша доля невідома.

## Родина
1. Дружина — Феодора
Діти:
- Олексій
- Ірина, мати Ісаака Комніна, імператора Кіпру
- Іоанн
- Анна, дружина Костянтина Макродука.
- Марія, дружина Стефана IV, короля Угорщини

2. Дружина — Ірина Синадіна
Діти:
- Феодора, дружина Балдуїна III, короля Єрусалиму
- Євдокія, дружина Вільгельма VII, сеньйора Монпельє